# 서울체육고등학교
서울체육고등학교(서울體育高等學校)는 대한민국 서울특별시 송파구 방이동에 위치한 공립 고등학교이다.

## 학교 연혁
- 1971년 1월 13일 : 교육법 제85조에 의하여 서울 체육학교 설립인가
- 1971년 1월 15일 : 동대문구 묵동 가교사 선정
- 1971년 2월 3일 : 초대 김성수 교장 취임
- 1971년 3월 20일 : 개교 및 제1회 신입생 입학식(남여 210명)
- 1973년 6월 4일 : 서울 체육중학교로 인가(3학급 150명)
- 1974년 1월 12일 : 서울 체육중학교 제1회 졸업
- 1974년 1월 15일 : 서울 체육고등학교 설립인가(9학급 450명)
- 1974년 3월 5일 : 서울 체육고등학교 제1회 신입생 입학
- 1975년 11월 23일 : 서울특별시 강동구 잠실 1동으로 교사 이전
- 1977년 2월 10일 : 고등학교 제1회, 중학교 제4회 졸업
- 1985년 7월 15일 : 서울특별시 송파구 방이동 608-6 현 교사로 이전
- 2018년 9월 1일 : 제16대 김낙영 교장 취임
- 2022년 2월 10일 : 서울체육고등학교 제46회 졸업(135명, 누계 5,452명)

## 설치 학과
- 체육과

## 참고 자료
- 서울체육고등학교 - 한국교육학술정보원 학교알리미